# Max Oboussier
Max Oboussier (Antwerpen, 31 mei 1888 - Wentorf bei Hamburg, 21 oktober 1935) was een Vlaams activist en lid van de Raad van Vlaanderen.

## Levensloop
Oboussier, uit een Frans-Zwitserse familie die zich in het begin van de negentiende eeuw in Antwerpen had gevestigd, studeerde aan het Koninklijk Atheneum en aan de Handelshogeschool in Antwerpen. Hij trouwde met de dochter van Arthur Claus en trad in dienst van een Antwerpse rederij.
Zoals zijn schoonvader trad hij toe tot het activisme. Aanwezig op de Vlaamsch Nationale Landdag in het Brusselse Vlaams Huis op de Grote Markt op 4 februari 1917, stichtte hij mee de Raad van Vlaanderen en werd er lid van. Hij werd aangeduid in de Commissie voor bank- en geldwezen en handel.
In 1916 werd hij benoemd als docent aan de vernederlandste universiteit in Gent, meer bepaald in de hogeschool voor handelswetenschappen. Zoals zijn schoonvader maakte hij deel uit van groep Antwerpenaren die als gematigden werden aangeduid en tot het unionisme behoorden als voorstanders van een federalistisch België. In augustus 1918 namen Claus en Oboussier ontslag uit de Raad van Vlaanderen.
In november 1918 namen de gezinnen Claus en Oboussier de vlucht naar Nederland. Drie jaar later verhuisden ze naar Hamburg, waar Oboussier directeur-generaal werd van de Hamburg-America Line. In 1934 ging hij met pensioen. Het jaar daarop zou hij overlijden.